# Brauerei Neunspringe Worbis
La Brauerei Neunspringe Worbis est une brasserie à Leinefelde-Worbis, dans le Land de Thuringe (Allemagne).

## Histoire
En 1867, la production de bière commence dans la brasserie H. Carl Kuntze à Worbis. Le nom change en brasserie Neunspringe. Le nom Neunspringe remonte à un ancien nom de domaine, qui dérive à son tour de neuf sources situées dans le cours supérieur de la Hahle, d'où la brasserie tire son eau de source. Cependant, l'existence de neuf sources est controversée ; le nom pourrait remonter à une "nouvelle source".
Après le décès du fondateur de l'entreprise Carl Kuntze en 1895, ses fils Karl et Thilo reprennent l'entreprise. La bière est vendue dans tout Eichsfeld et une succursale est initialement fondée à Duderstadt, à côté du site de Worbis. Des sites de vente suivent dans les régions voisines, notamment à Saint-Andreasberg, Bleicherode, Nordhausen, Mühlhausen et Kelbra. Avant la Première Guerre mondiale, la bière de Neunspringe est livrée à Hannoversch Münden, Cassel, Eisenach et Erfurt.
La Première Guerre mondiale et ses conséquences limitent la production de bière. En 1929, le volume de production de 1,6 million d'hectolitres en Thuringe ne représente que 80% du niveau d'avant-guerre. La Neunspringer Brauerei est touchée. Dans les années 1930, l'entreprise commence à mettre en bouteille, des camions sont achetés et le 9 stylisé, resté presque inchangé jusqu'à ce jour, est introduit comme logo de l'entreprise. Ces innovations permettent aux ventes de l'entreprise de se stabiliser après la crise économique mondiale. Pendant la Seconde Guerre mondiale, l'entreprise est contrainte de brasser de la bière sans alcool en raison du manque de matières premières. Karl Kuntze Jr., fils de Thilo Kuntze et successeur désigné des frères Kuntze qui dirigeaient l'entreprise, meurt pendant la guerre.
Après la fin de la guerre, l’entreprise de Worbis se trouve dans la zone d'occupation soviétique en Allemagne. Néanmoins, la production peut se poursuivre sans problème dans l'usine, qui ne fut pas endommagée. Cependant, les succursales de Duderstadt, Herzberg et St. Andreasberg se trouvent désormais au-delà des frontières de la zone et le marché de vente en dessous d'Eichsfeld et l'ouest du Harz s'effondre. Le houblon, que l'entreprise s'approvisionnait auparavant dans le Hallertau en Bavière, devient une matière première rare, jusqu'à ce que le houblon commence à être cultivé à Eichsfeld. En 1948, l'entreprise familiale est transférée aux filles de Thilo Kuntze. La pénurie persistante de matières premières conduit à la production de la Malzbier Neunspringer Doppelcaramel, très populaire en RDA. Le 1er décembre 1953, l'entreprise est définitivement expropriée par le régime de la RDA et la brasserie est déclarée propriété publique. La famille d'entrepreneurs fuit la RDA et s'installe dans l'ancienne succursale de l'entreprise à Duderstadt.
Dès lors, l'entreprise est gérée comme une Volkseigener Betrieb et doit approvisionner l'arrondissement de Worbis et certaines parties de l'arrondissement d'Eisenach. À cette fin, d'importants investissements sont réalisés, notamment dans un nouvel entrepôt de malt et une nouvelle usine d'embouteillage qui, une fois mises en service, remplacent les bouteilles à bouchon pivotant classiques de l'ancienne brasserie Kuntze. À l'occasion du 100e anniversaire de l'entreprise, le volume de production de l'entreprise double par rapport à 1953. Outre la bière, l'entreprise modernisée produit également des boissons non alcoolisées à partir des années 1960, notamment de l'eau minérale, de la limonade et du Vita-Cola, produites dans de nombreuses brasseries de RDA. Le Neunspringe Cola d'aujourd'hui est né de cette recette, dont l'étiquette est toujours basée sur l'ancienne étiquette Vita-Cola.
En 1969, la Brauerei Neunspringe est affiliée à la VEB Getränkekombinat Erfurt, qui regroupe toutes les brasseries du district d'Erfurt. Dans les années 1970, d'autres rénovations et investissements sont réalisés dans l'usine, notamment un système de production de vapeur agrandi en 1973. En 1975, l'entreprise de Worbis compte 100 employés. En 1980, une nouvelle usine d'embouteillage est mise en service.
Le changement politique en RDA entraîne une baisse des ventes de l'entreprise, comme de l'ensemble de l'économie de la RDA. La Treuhandanstalt reprend la brasserie Worbis et la rebaptise Klosterbrauerei Worbis. En 1994, l'entreprise est vendue par la Treuhandanstalt à Thilo Kuntze, arrière-petit-fils du fondateur de l'entreprise, et à trois associés. Ils rebaptisent l'entreprise Brauerei Neunspringe. L'entreprise est fondamentalement modernisée. Une nouvelle chaufferie, un nouveau système de refroidissement et une nouvelle brasserie sont construits. La production de bière quadruple, passant de 5 000 hectolitres en 1994 à 20 000 hl en 1998. La gamme de produits est élargie et le Doppelcaramel, populaire en RDA, est produit à nouveau à partir de 1998. En 2002, environ huit millions de marks allemands furent investis dans la brasserie.
En 2007, la famille Ehbrecht de Duderstadt reprend la totalité des actions de l'entreprise. Bernd Ehbrecht devient le nouveau directeur général. À partir de 2007, la zone de commercialisation de Brauerei Neunspringe s'étend au-delà de la Thuringe jusqu'à la Saxe, la Saxe-Anhalt et le Brandebourg. En 2009, les droits de marque de la brasserie insolvable d'Olbernhau dans les Monts Métallifères sont repris et depuis lors, la bière de Neunspringe est livrée en Saxe sous les marques Olbernhauer Pilsener, Stülpner Starkbier et Böhmisch Hell. En 2015, Brauerei Neunspringe acquiert la marque "Vogelsberger" et l'usine d'embouteillage de boissons non alcoolisées de la Brauerei Alsfeld en Hesse, insolvable. Entre 2010 et 2019, la modernisation se poursuit et est en grande partie achevée.

## Production
Bières
À l'époque de la RDA et jusqu'à l'arrêt de la production en 2009, la bière Neunspringer était traditionnellement proposée en bouteilles Steinieform de 0,33 litre. Après la suppression de ce produit, la Neunspringer Brauerei passe à une bouteille de 0,33 litre portant le logo Neunspringer, créée individuellement pour l'entreprise et produite à l'étranger. La bière Neunspringer est également proposée en bouteilles réutilisables standards de 0,5 litre. La gamme comprend les variétés suivantes :
- Neunspringer Helles Pilsner
- Neunspringer Premium Pilsner
- Neunspringer Radler
- Neunspringer Maibock
- Neunspringer Dunkler Bock
- Neunspringer Schwarzbier
- Neunspringer Doppel-Karamel

Boissons non alcoolisées
- ACE +Orange
- ACE +Ananas
- Spritzer aux pommes
- Neuf Spring Cola
- Coca light Neunspringe
- Jim Him (limonade à la framboise)
- Mandora (limonade à l'orange)
- Grapecit (limonade au pamplemousse)
- ZitrOne (limonade au citron)
- Waldi & Baldi (limonade à l'aspérule)
- Eau de table pétillante
- Eau de table moyenne
- Eau tonique

Spiritueux
Pour la production et la distribution de spiritueux, la société Number Nine Spirituosenmanufaktur GmbH est fondée à la même adresse avec Bernd Ehbrecht comme directeur général. Le Single malt whisky et le Rye whisky qu'elle produit sont vendus sous la marque The Nine Springs. La gamme de produits comprend également des eaux-de-vie de fruits et du rhum importé.